# Torneo de Bastad 2021
El Swedish Open 2021 fue un torneo de tenis perteneciente al ATP Tour 2021 y a la WTA 125K serie 2021 en la categoría ATP World Tour 250 y WTA 125s. El torneo tuvo lugar en la ciudad de Bastad (Suecia), desde el 12 hasta el 18 de julio de 2021 para los hombres y del 5 hasta el 10 de julio de 2021 para las mujeres sobre tierra batida.

## Distribución de puntos
| Modalidad            | Campeón | Finalista | Semifinales | Cuartos de final | 2ª ronda | 1ª ronda | Clasificados | 2ª ronda de clasificación | 1ª ronda de clasificación |
| Individual masculino | 250     | 165       | 100         | 50               | 25       | 0        | 13           | 7                         | 0                         |
| Dobles masculino     | 250     | 150       | 90          | 45               | 20       | 0        | -            | -                         | -                         |

## Cabezas de serie

### Individuales masculino
| Tenista         | Ranking | Preclasificados |
| Casper Ruud     | 14      | 1               |
| Christian Garín | 20      | 2               |
| Fabio Fognini   | 31      | 3               |
| John Millman    | 43      | 4               |
| Richard Gasquet | 56      | 5               |
| Lorenzo Musetti | 63      | 6               |
| Jiří Veselý     | 72      | 7               |
| Emil Ruusuvuori | 76      | 8               |

- Ranking del 28 de junio de 2021.[2]

### Dobles masculino
| Tenista                           | Ranking | Preclasificados |
| Andrés Molteni Andrea Vavassori   | 142     | 1               |
| André Göransson Frederik Nielsen  | 162     | 2               |
| Pablo Cuevas Fabrice Martin       | 168     | 3               |
| Nicholas Monroe Andrei Vasilevski | 168     | 4               |

### Individuales femenino
| Tenista           | Ranking | Preclasificada |
| Rebecca Peterson  | 60      | 1              |
| Anna Kalinskaya   | 109     | 2              |
| Mayar Sherif      | 119     | 3              |
| Claire Liu        | 120     | 4              |
| Anna Schmiedlová  | 122     | 5              |
| Kamilla Rakhimova | 134     | 6              |
| Olga Govortsova   | 136     | 7              |
| Maddison Inglis   | 140     | 8              |

- Ranking del 28 de junio de 2021.

### Dobles femenino
| Tenista                             | Ranking | Preclasificadas |
| Lara Arruabarrena Aliona Bolsova    | 194     | 1               |
| Cornelia Lister Erin Routliffe      | 248     | 2               |
| Tereza Mihalíková Kamilla Rakhimova | 306     | 3               |
| Anna Bondár Jaqueline Cristian      | 369     | 4               |

## Campeones

### Individual masculino
Casper Ruud venció a  Federico Coria por 6-3, 6-3

### Individual femenino
Nuria Párrizas venció a  Olga Govortsova por 6-2, 6-2

### Dobles masculino
Sander Arends /  David Pel vencieron a  Andre Begemann /  Albano Olivetti por 6-4, 6-2

### Dobles femenino
Mirjam Björklund /  Leonie Küng vencieron a  Tereza Mihalíková /  Kamilla Rakhimova por 5-7, 6-3, [10-5]